# 샤리테
샤리테(프랑스어:Charité [ʃaʀiˈteː])는 독일 베를린의 의과대학이며 대학 병원으로 1710년 설립되었고 1810년부터 베를린 훔볼트 대학교의 대학 병원으로 사용되었다. 2003년 "Charité Universitätsmedizin Berlin" 라는 이름으로 베를린 자유대학교의 의과대학까지 통합됨으로써 유럽 최대의 대학 병원이 되었다.

## 소개

샤리테 캠퍼스 위치

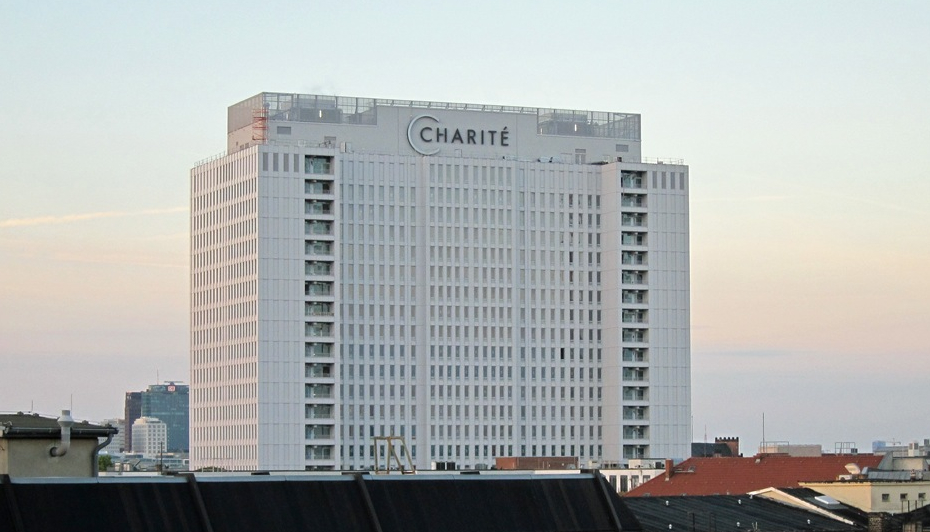
캠퍼스 Mitte (CCM)

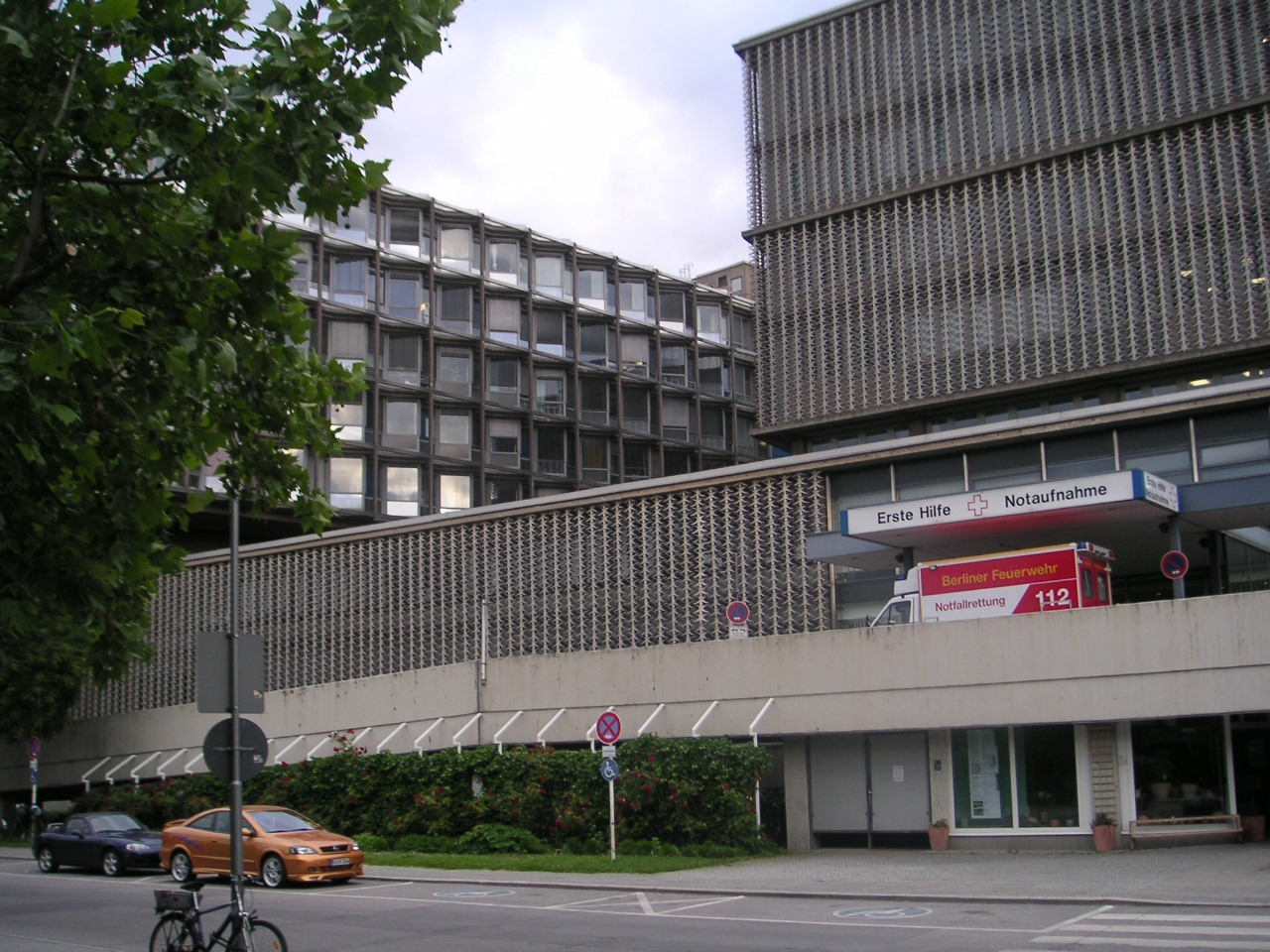
캠퍼스 Benjamin Franklin (CBF)

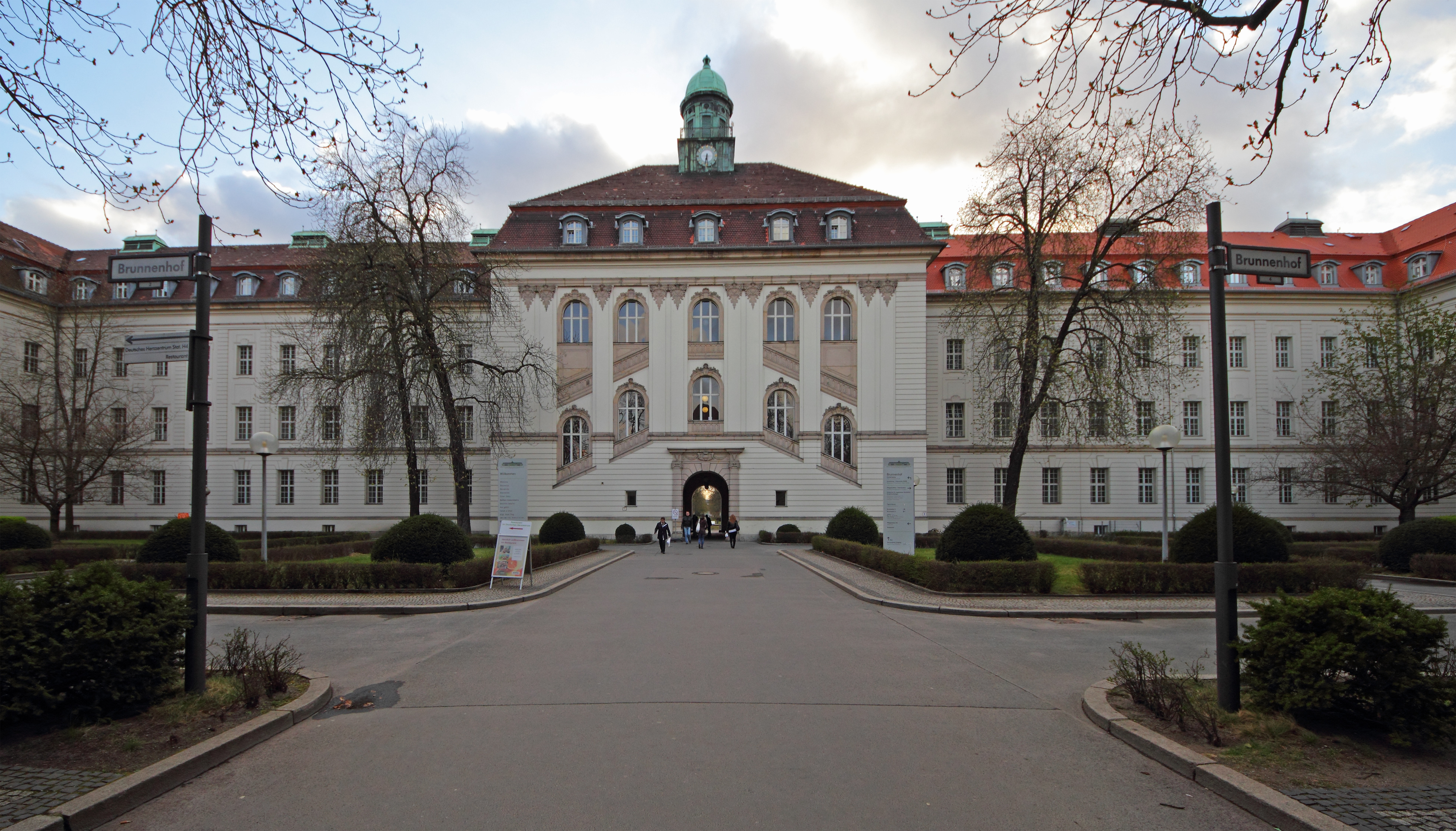
캠퍼스 Virchow Klinikum (CVK)의 독일 심장학 센터

총 네 군데에 샤리테의 캠퍼스가 위치하고 있다.
- 캠퍼스 Mitte (Charité Campus Mitte, CCM[3])
- 캠퍼스 Benjamin Franklin (Campus Benjamin Franklin, CBF[4])
- 캠퍼스 Virchow Klinikum (Campus Virchow Klinikum, CVK[5])
- 캠퍼스 Berlin Buch (Campus Berlin Buch, CBB[6])

캠퍼스 Mitte(CCM)와 캠퍼스 Virchow Klinikum(CVK)는 베를린의 중심부에 위치해 있으며, 캠퍼스 Benjamin Franklin(CBF)과 캠퍼스 Charité Buch(CCB)는 남쪽과 북쪽 외각에 각각 위치해 있다. 대학 병원은 3,500 침상의 규모이며, 약 4,000명의 의사와 연구원들이 종사하고 있고 (2008년 기준), 약 8,000명의 학생들이 수학하고 있다 (2003년 기준).

## 수학 기회
샤리테는 학부, 석사, 박사과정으로 학생들을 모집하며 의사나 연구원으로도 일 할 기회를 제공하고 있다.

### 의학(Humanmedizin) 지원 방법
샤리테는 매 학기 300명의 의대생을 선발하고 있으며, 정원의 8% 정도를 외국인에게 배정하고 있다. 유럽인이 아닌 경우 우니-어시스트(Uni-Assist)를 통해 지원해야 한다. 지원시 제출해야 할 서류는 지원서, 이력서, 학교성적증명서, 수학능력시험 성적표, 독일어 능력 증명서 등이 있다. 모든 서류는 독일어로 번역과 공증을 거쳐야 한다 (예외로, 영어로 된 서류는 번역할 필요가 없다). 여름학기의 경우 매년 1월 15일, 겨울학기의 경우 매년 7월 15일까지 지원해야 한다. 개인적인 상담이 필요할 경우 직접 방문하는 것도 가능하다 (Charité Campus Mitte, Virchowweg 24/Friedrich-Busch-Haus, Raum 028, Frau Voß).

#### Modellstudiengang
Modellstudiengang은 기존의 Regelstudiengang과 시험적으로 운영되었던 Reformstudiengang의 장단점을 고려하여 새로이 구성된 의학교육과정이다. 샤리테는 2010/2011년 겨울학기부터 새로운 형태의 의학교육과정(Modellstudiengang Medizin)을 시행하고 있다. 2010/11년 신입생부터는 모두 Modellstudiengang을 시작하게 된다.

#### Regelstudiengang & Reformstudiengang
Regelstudiengang은 Vorklinik과 Klinik이 구분된 전통적인 의학교육과정이고, Reformstudiengang은 교육과정 개혁의 일환으로 시험적으로 운영된 새로운 형태의 교육과정이다. Reformstudiengang은 겨울학기에 입학한 학생중에 희망자에 한해 63명을 선발하였다.
Regelstudiengang 과 Reformstudiengang 은 2010/11년 겨울학기부터는 신입생을 받지 않으며, 현재의 재학생들이 졸업을 하는 시기 이후에는 폐지될 예정이다.